# Metod Dominik Trčka
Metod Dominik Trčka (Frýdlant nad Ostravicí, 6 luglio 1886 – Leopoldov, 23 marzo 1959) è stato un presbitero ceco della Congregazione del Santissimo Redentore, beatificato da papa Giovanni Paolo II nel 2001.

## Biografia
Ultimo dei sette figli di una coppia ceca, entrò nel 1902 nell'educandato dei redentoristi della provincia di Praga, abbracciò la vita religiosa e il 25 agosto 1904 emise i voti. Fu ordinato prete a Praga il 17 luglio 1910 dall'arcivescovo Lev Skrbenský Hříště.
Si dedicò inizialmente alla predicazione delle missioni popolari e nel 1919 iniziò a lavorare fra i greco-cattolici prima ad Halič e poi nell'eparchia di Prešov. Dal 1935 fu visitatore apostolico dei monasteri femminili di Prešov e Užhorod.
Il 23 marzo 1946 fu nominato primo superiore della neo-eretta vice-provincia redentorista di Michalovce, dove fondò nuove case e curò la formazione dei giovani religiosi. 
Nel 1950 il governo comunista cecoslovacco soppresse tutte le comunità religiose e 21 aprile 1952, dopo un processo sommario, Trčka fu condannato a 12 anni di reclusione.
Fu trasferito nella prigione di Leopoldov nel 1958 e, contratta una polmonite, morì l'anno successivo e fu sepolto nel cimitero della prigione.

## Il culto
Il 17 ottobre 1969 i suoi resti furono traslati nel sepolcro dei redentoristi nel cimitero di Michalovce.
Fu beatificato da papa Giovanni Paolo II il 4 novembre 2001.
Il suo elogio si legge nel Martirologio Romano al 23 marzo.